# 齊次多項式
在數學中，齊次多項式是指各項的總次數均相同的多項式 ，例如 {\displaystyle x^{5}+2x^{3}y^{2}+9x^{1}y^{4}} 就是一個五次的雙變數齊次多項式，其各項的總次數都是五。
齊次多項式有時也稱作代數形式或形式。二次齊次多項式是二次型，在特徵不等於二的域（如實數或複數域）上可以用對稱矩陣表示。代數形式的理論很廣，並在數學及物理中有大量應用。